# Chaetopeltidaceae
Chaetopeltidaceae, porodica zelenih algi u redu Chaetopeltidales. Sastoji se od šest rodova sa 9 vrsta. Ime dolazi po rodu Chaetopeltis.

## Rodovi
1. Chaetopeltis Berthold 1
2. Floydiella Friedl & O'’Kelly 1
3. Gormaniella L.A.Lewis, T.Robison & F.W.Li 1
4. Hormotilopsis Trainor & Bold  1
5. Koshicola Shin Watanabe, K.Fucíková, & L.A.Lewis 1
6. Oncosaccus C.-C.Jao 1
7. Phyllogloea P.C.Silva 2